# Епархия Сан-Лоренсо
Епархия Сан-Лоренсо (исп. Diócesis de San Lorenzo, лат. Dioecesis Sancti Laurentii) — епархия Римско-Католической церкви c центром в городе Сан-Лоренсо, Парагвай. Епархия Сан-Лоренсо распространяет юрисдикцию на часть департамента Сентраль. Епархия Сан-Лоренсо входит в митрополию Асунсьона. Кафедральным собором епархии Сан-Лоренсо является церковь Святого Лаврентия.

## История
18 мая 2000 года Римский папа Иоанн Павел II издал буллу Magno perfundimur, которой учредил епархию Сан-Лоренсо, выделив её из архиепархии Асунсьона.

## Ординарии епархии
- епископ Адальберто Мартинес Флорес (18.05.2000 — 19.02.2007) — назначен епископом Сан-Педро;
- епископ Себелио Перальта Альварес (27.12.2008 — † 19.11.2014)
- епископ Хоакин Эрмес Робледо Ромеро (с 4 июля 2015 года — по настоящее время).